# Malfrida
Malfrida (zemř. 1000) byla manželka velkoknížete kyjevského Vladimíra I. pravděpodobně českého původu.
Pověst dávných let se zmiňuje o smrti ženy jménem Malfrida. Ruský historik Vasilij Tatiščev předpokládá, že Malfrida byla původem česká manželka Vladimíra I.
Jiní historikové se domnívají, že Malfida je odvozeno od jména Maluša.

## Pravděpodobné děti
Česká manželka s Vladimírem I. měla pravděpodobně dva syny:
- Svjatoslav Smolenský (zemř. 1015)
- Mstislav Vladimirovič (zemř. 1036) – jeho matkou však možná byla Rogněda Polocká.